# プライドリームス埼玉
プライドリームス埼玉（-さいたま）とは埼玉県に本拠地を置く主要スポーツクラブチームが共同で、Jリーグ百年構想に沿った異競技交流を促進・連携するための組織。2010年3月設立された。

## 概要
「スポーツで埼玉をもっと元気に!!」を合言葉に、埼玉県を本拠地とする6チームが共同で提携を結び、競技の枠を超えた相互交流・促進を図ることを目指して立ち上げられた。現在11チームが加盟している。
具体的には、参加団体が主催するスポーツ教室や、選手・指導者を集めたシンポジウム・トークショーなどを開催している。

## 参加チーム
- 日本プロサッカーリーグ：浦和レッドダイヤモンズ、RB大宮アルディージャ（いづれも本拠地・さいたま市）
- 日本女子プロサッカーリーグ：三菱重工浦和レッズディース、RB大宮アルディージャWOMEN（いづれも本拠地・さいたま市）、ちふれASエルフェン埼玉（本拠地・狭山市、飯能市、日高市、熊谷市）[1]
- リーグH：大崎オーソル埼玉（男子 本拠地・入間郡三芳町）
- 日本野球機構：埼玉西武ライオンズ（本拠地・所沢市）
- ジャパン・バスケットボールリーグ（B3）：さいたまブロンコス（本拠地・さいたま市、所沢市）
- SVリーグ：埼玉上尾メディックス（女子 本拠地・上尾市）[2]
- JDリーグ：戸田中央メディックス埼玉（本拠地・戸田市）[3]
- ジャパンラグビーリーグワン：埼玉パナソニックワイルドナイツ（本拠地・熊谷市）[4][5]